# アンドレ・エッキング
アンドレ・エッキング（André Hekking 1866年7月20日 - 1925年12月14日）は、フランスのチェリスト。

## 生涯
エッキングはボルドーに生まれた。シャルル＝オーギュスト・ド・ベリオに師事した彼は、15歳でスペインへの演奏旅行を行った。1896年には兄弟が数年来活動していたアメリカへと渡り、5月17日にカーネギーホールにおいて行われた慈善演奏会でアントン・ルビンシテインのチェロ協奏曲を演奏した。
エッキングは1909年からパリに居を構えてチェロのレッスンを行うようになり、指導の合間の演奏活動によってヨーロッパ中でヴィルトゥオーゾ奏者としての名声を獲得した。パブロ・カザルス、Joseph Salmon、Diran Alexanianとエッキングの4人はエマヌエル・モールの『チェロ四重奏曲』Op.95（1909年）の世界初演を行っており、さらに彼は1910年にジョルジェ・エネスクと共にモールの『ヴァイオリンとチェロのための組曲』Op.109の初演にも携わった。1874年以降の彼の使用楽器は、イタリアのヴァイオリン製作者ドメニコ・モンタニアーナによる1721年製のチェロであった。
1918年からはパリ音楽院の教員として迎え入れられ、翌年には教授に就任している。また、彼はフォンテーヌブローのアメリカ音楽院でも教鞭を執った。エッキング門下で有名なのは、チェリストのピエール・フルニエ、ジュアン・ルイーズ・カゾーやシャルル・ウドレなどである。
エッキングはパリに没した。彼の兄はチェリストのアントン・ヘッキングであり、従兄弟にはチェリストのジェラール・エッキングがいる。1925年6月12日にパリの国民音楽協会において行われたガブリエル・フォーレの『弦楽四重奏曲』Op.121の初演に加わったのが、アンドレなのかジェラールなのかははっきりしない。エッキングの娘のジャンヌ（Jeanne）はミルクール出身のヴァイオリン製造者マルセル・ヴァテロ（Marcel Vatelot）と結婚した。その間に生まれたのがエティエンヌ・ヴァテロであり、タベア・ツィンマーマンが使用するヴィオラなどを製作したヴァイオリン製作者である。
カミーユ・サン＝サーンスはチェロとオルガンのための『祈り』Op.158を、シャルル・トゥルヌミールは『チェロソナタ』Op.5をエッキングに献呈している。